# Romanzo coloniale
Il romanzo coloniale è un genere della letteratura coloniale italiana apparso a cavallo tra la fine dell'Ottocento e i primi del Novecento e affermatosi negli anni venti. 
Si distinguono per il richiamo al patriottismo e alla trasgressione sociale: si poteva dare libero sfogo a un immaginario coloniale che guardava all'Africa come a una «terra promessa» vergine e primitiva, ma soprattutto alla possibilità di liberare la mente dalle restrizioni morali della società. La colonia si caratterizzava poi dagli anni venti come un luogo dove trasgredire le imposizioni del regime fascista. Questo processo di costruzione metaforico e narrativo dell'immaginario africano, fu infatti accompagnato principalmente da proiezioni di un mito d'Africa che privilegiavano scene pittoresche e sensuali.

## Storia

### Origini
Già dopo i primi disastrosi episodi di colonialismo del giovane Regno d'Italia e le sconfitte di Dogali e Adua nascono i primi romanzi, con Fino a Dogali di Alfredo Oriani e La guerra lontana di Enrico Corradini.
Tutti gli elementi del romanzo coloniale si rintracciano poi nel romanzo Un'imperatrice d'Etiopia di Arnaldo Cipolla del 1922:, l'opera fu proposta dallo stesso autore come modello di genere, nell'ambito del referendum tra scrittori sulla letteratura coloniale (promosso sulle pagine della rivista L'Azione coloniale nel 1931). Seguì il romanzo africano Kif tebbi di Luciano Zuccoli del 1923.

### Durante il regime
Questo genere giovò della spinta della propaganda fascista in nome dell'«imperialismo spirituale», al quale gli artisti in generale dovevano ispirarsi. 
A promuovere una sorta di programma per gli autori coloniali fu il periodico Esotica, mensile di letteratura coloniale, uscito nel 1926 e diretto da Mario Dei Gaslini, il quale scrisse un articolo intitolato Inizio e volontà dell'impero, in cui chiariva la volontà da parte degli intellettuali della rivista di centrare l'attenzione degli italiani sulle colonie e sui problemi a esse correlati. Filippo Tommaso Marinetti progettò di riunire «Dieci romanzieri italiani et fascisti» uniti «in Gruppo d'azione per servire il Romanzo italiano in Italia ed all'estero» (1928). I Dieci in questione erano: Antonio Beltramelli, Massimo Bontempelli, Lucio D'Ambra, Alessandro De Stefani, Fausto Maria Martini, Alessandro Varaldo, Giulio Viola, Luciano Zuccoli, Guido Milanesi e lo stesso Marinetti. Tuttavia molti altri autori del periodo si dedicarono alla scrittura di romanzi d'ambientazione africana: Gino Mitrano Sani, Vittorio Tedesco Zammarano, Enrico Cappellina solo per citarne alcuni.

### Concorso per romanzieri coloniali
Piccolo amore beduino di Mario Dei Gaslini fu il vincitore del primo concorso per romanzo coloniale promosso dal governo fascista (1926). Il romanzo, fortemente segnato dal decadentismo esotico di matrice dannunziana, è la storia semiautobiografica di un ufficiale italiano in Tripolitania nel tempo che precede la prima guerra mondiale. Il romanzo mette in scena lo sfortunato amore tra il protagonista (anonimo) e una giovane beduina, Nica.
Tuttavia, solo qualche anno più tardi, si anima sulle pagine della rivista L'Azione coloniale un intenso dibattito proprio sulla qualità delle opere fino a quel momento date alle stampe. 
Nel 1928, in ricordo della giornalista Giuliana Civinini, figlia prematuramente scomparsa dello scrittore Guelfo Civinini, nacque il premio Giuliana Civinini per la migliore opera di Letteratura coloniale.

### I romanzi
Romanzi di rilievo, in parte estranei alla retorica fascista, furono nel 1928 Io, povero negro di Orio Vergani e nel 1934 Mal d'Africa di Riccardo Bacchelli. Interessanti anche i racconti di Guelfo Civinini in Vecchie storie d'oltremare.
Sul fenomeno dei romanzi coloniali, scrive nel 1931 Dario Lischi: «Per il momento si potrà dire che esistono sì dei romanzi coloniali ma non esiste affatto una letteratura coloniale. Questa verrà col tempo, quando anzitutto le nostre Colonie potranno essere un poco più conosciute e quando soprattutto potranno conoscerle i nostri scrittori, i quali in generale non si possono per ora permettere il lusso di trascorrere qualche anno in Colonia per scrivere un romanzo e si contentano quindi della superficialità vissuta durante una visita di qualche giorno alle oasi e alle coste. Per avere poi il romanzo coloniale, non basta istituire premi a chi lo abbia scritto, ma bisogna dare il mezzo di scriverlo, almeno a dieci o venti scrittori, per trovarne poi uno che abbia riuscito opera degna di premio».
La guerra d'Etiopia del 1936 restituì nuova linfa al romanzo coloniale. Lì emerse il talento di un giovane Indro Montanelli con il suo romanzo XX Battaglione eritreo e il successivo racconto Ambasè. E diversi furono i libri tratti dalle esperienze guerresche come La disperata di Alessandro Pavolini.